# Cuphea flava
Cuphea flava là một loài thực vật có hoa trong họ Lythraceae. Loài này được Spreng. mô tả khoa học đầu tiên năm 1818.